# الجيش البريطاني خلال العصر الفيكتوري
اتسم العصر الفيكتوري بحدوث تغيرات مجتمعية وتكنولوجية كبيرة. اعتلت الملكة فيكتوريا العرش في عام 1837، وتوفيت عام 1901، وتميز عهدها الطويل بتوسع الإمبراطورية البريطانية بشكل مستمر وتوحيدها، وبالتحول المتسارع نحو الصناعة، وسن الإصلاحات الليبرالية من قبل كل من الحكومات الليبرالية والمحافظة داخل بريطانيا.
كان وضع الجيش البريطاني في بداية العصر الفيكتوري مختلفًا بعض الشيء عن وضعه في حروب نابليون التي انتهت بانتصار الجيش البريطاني في معركة واترلو. تطور الجيش البريطاني خلال العصر الفيكتوري على ثلاث مراحل رئيسية. بعد نهاية الحروب النابليونية وحتى منتصف خمسينيات القرن التاسع عشر، حاول دوق ولنغتون، آرثر ويلزلي، وحلفاؤه الحفاظ على تنظيم الجيش البريطاني وتكتيكاته مع إجراء بعض التغييرات البسيطة فقط. أبرزت كل من حرب القرم، عام 1854، والثورة الهندية، عام 1857، أوجه القصور في الجيش البريطاني، لكن المصالح الراسخة للقيادات العليا في الجيش حالت دون إجراء أي إصلاحات رئيسية فيه. أجرت الحكومات الليبرالية المتعاقبة، من عام 1868 وحتى عام 1881، تغييرات شاملة على نظام الجيش البريطاني، ما منحه هيكلًا عامًا جديدًا، بقي عليه حتى عام 1914.
عند وفاة الملكة فيكتوريا، كان الجيش البريطاني ما يزال منخرطًا بحرب البوير الثانية، وكان في نفس الوقت يستعد للمشاركة بالحرب العالمية الأولى. غيرت الثورة الصناعية من أسلحة الجيش البريطاني ومعداته ووسائل النقل فيه، وفرضت التغييرات الاجتماعية، كالتعديلات الإيجابية على أنظمة التعليم، تغييرات على شروط خدمة ومستقبل العديد من الجنود. مع ذلك، احتفظ الجيش البريطاني بالعديد من المزايا التي ورثها من جيش دوق ولنغتون. وبما أنه تسلم مسؤولية حماية إمبراطورية ضخمة تغطي ما يقارب ربع مساحة الكرة الأرضية، فقد اختلف، في عدة نواح، عن الجيوش التي تتبع سياسة التجنيد الإجباري في القارة الأوروبية.

## فترة مشاركة بريطانيا، في عهد الملكة فيكتوريا، بحرب القرم (1837-1854)
لم تطرأ أي تغييرات كبيرة على الجيش البريطاني، أو حتى على كبار مسؤوليه، في الفترة الممتدة بين انتهاء الحروب النابليونية واشتعال حرب القرم. بقي دوق ولنغتون القائد الأعلى للقوات المسلحة حتى عام 1852 (عدا تلك السنوات التي خدم فيها بمنصب رئيس الوزراء). خلف دوق ولنغتون في قيادة الجيش مجموعة من الرجال المقربين منه، كالسير هنري هاردينج. لم ير أي منهم حاجةً لإجراء إصلاحات كبيرة في المنظومة الإدارية القائمة في الجيش أو في لباس الجنود أو في التكتيكات المتبعة في الحروب. 

## التجنيد وشروطه
غالبًا ما كان العساكر يُجندون بعد أن يقدم لهم الرقيب المسؤول عن التطويع المشروبات الكحولية في أحد الحانات. بعد قبوله التجنيد بالراتب المقترح، يعطى المرشح للالتحاق بالجيش البريطاني فترة تتراوح بين 24 و 96 ساعة لإعادة النظر في قراره. بعدها، يفحص طبيب مختص المجند (لاكتشاف الندبات على جسمه واكتشاف نقاط الضعف فيه، والكشف عن الأمراض التي يعاني منها)، ويؤدي بعدها المجند يمين الولاء أمام قاضي التحقيق.
كان العساكر يجندون إما مدى الحياة أو لمدة خمس وعشرين عامًا، وكان هذا التجنيد بمثابة تجنيد مدى الحياة. في عام 1829، أُلغي تجنيد «الخدمة المحدودة»، المحدد بسبع سنوات فقط (تكون مدتها أطول في سلاحي الفرسان والمدفعية)، والذي اعتمد في عام 1806 للسماح بتوسع الجيش بسرعة خلال الحروب النابليونية. اعتمد قرار التجنيد لمدة عشر أو اثني عشر عامًا في عام 1847. لم يكن الجنود، المسرحون بعد هذه الفترة الطويلة من الخدمة، يحترفون إلا الوظائف المدنية البسيطة، الأمر الذي كان يضطرهم، في غالب الإحيان، إلى العودة إلى الخدمة العسكرية. عمل القائمون على الجيش البريطاني على ترغيب المجندين المسرحين بتجنيدهم مرة أخرى من خلال طرح مكافآت قيمتها عدة جنيهات. على المدى الطويل، كان لذلك أثر كبير على تخريج أفواج من الجنود ذوي الخبرة والمحاربين القدامى، دون وجود قوات احتياطية يمكن لها أن تعزز من قدرات الجيش النظامي. كان لبعض الأفواج تعيينات إقليمية، مع ذلك، جُند العساكر على أساس الخدمة العامة، ويمكن أن يجد المجندون أنفسهم في أي وحدة عسكرية، وغالبًا ما كان هذا التجنيد بغرض ملء الشواغر في الوحدات المعدة للنشر في الخارج.
كان الأجر الرسمي للجنود شلنًا واحدًا يوميًا. انخفض هذا الأجر بسبب «الاقتطاعات» إلى رقم لا يتجاوز ستة بنسات (نصف شلن)، مخصصة للحصص الغذاية اليومية والملابس والخدمات الطبية وما إلى ذلك. أقر، في عام 1847، قانون بصرف راتب يومي يقدر ببنس واحد يوميًا للجندي الواحد بعد اقتطاع حصتة من المستلزمات اليومية.
أصيب العديد من الجنود الذين خدموا لفترات طويلة في الجيش البريطاني بالضعف والوهن، خصوصًا بعد خدمتهم الطويلة في ظروف شاقة ومناخات قاسية وفي مناطق موبوءة بالأمراض. إضافة إلى ذلك، كان جزء كبير من الثكنات، المبنية في أواخر القرن الثامن عشر وأوائل القرن التاسع عشر، غير صحي ومكتظ أكثر من السجون، وكان معدل الوفيات بين الرجال في الثكنات العسكرية في بريطانيا وأيرلندا أعلى من معدل الوفيات بين عامة السكان في بريطانيا. إضافة إلى ذلك، كان للإفراط في تناول المشروبات الكحولية على المدى الطويل أثر كبير على صحة العديد من الجنود، مع ندرة تسجيل هذه الحالات في السجلات الرسمية للجيش البريطاني، وكان للعقوبات التأديبية أيضًا أثر على تراجع الصحة البدنية للجنود.
لم يكن النظام التأديبي المتبع داخل مؤسسة الجيش البريطاني أكثر قسوة من نظام العقوبات المدني المعاصر، مع ذلك، كان من النادر تخفيف العقوبات القاسية الصادرة بحق الجنود. كان من الممكن أن تطبق عقوبة الإعدام على جرائم كالتمرد أو ضرب الضباط، ولكنها كانت مقتصرة، بشكل عام، على الأفعال التي يعاقب عليها القانون المدني بالإعدام، كالقتل على سبيل المثال. كان من الممكن معاقبة من يرتكب المخالفات البسيطة بفرض واجبات إضافية عليه أو بوقف أجره، بالمقابل، ظل الجلد عقوبة ملزمة للعديد من الجرائم، بما في ذلك بعض المخالفات البسيطة، وذلك بناءً على تقدير المحكمة العسكرية. كان من الممكن عقد جلسة للمحكمة العسكرية على مستوى الفوج، أو على مستوى المقاطعة، وكان من الممكن أيضًا عقد جلسة عامة تحت سلطة القائد العام، المسؤول عن الجرائم التي تشمل الضباط والجرائم عالية المستوى.
خُفض العدد الأقصى للجلدات (من 2000 جلدة في عام 1782، الذي يمثل، تقريبًا، حكمًا بالإعدام) إلى 300 جلدة في عام 1829، ومن ثم إلى 50 جلدة في عام 1847. مع ذلك، حصلت بعض الأفواج على لقب «أفواج دموية» لشهرتها بعدد الجلدات الكبير المفروض على الجنود الذين يرتكبون نوعًا معينًا من الجرائم.
لم يكن الزواج مسموحًا إلا لنسبة ضئيلة من الجنود. تشارك الجنود مع زوجاتهم وأطفالهم الثكنات، واقتصرت الخصوصية التي تمتعوا بها على بطانية معلقة تغطي الجزء الخاص بهم من الغرفة. غالبًا ما كانت الزوجات تؤدين خدمات معينة للثكنة العسكرية التي تقطن فيها، كغسيل الملابس وإعداد الطعام. لم يكن يسمح إلا لعدد قليل من الزوجات بمرافقة أزواجهم في مهام ما وراء البحار (زوجة واحدة فقط من بين زوجات كل 8 فرسان، وزوجة واحدة فقط من بين زوجات كل 12 جنديًا). فرض النظام العسكري على الزوجات، اللاتي لم يحالفهن الحظ في القرعة الخاصة بمرافقة أزواجهم في مهمات ما وراء البحار، الانفصال عن أزواجهم قسرًا إما لعدة سنوات أو مدى الحياة.